# Parafia św. Kazimierza w Leplu
Parafia św. Kazimierza w Leplu (biał. Парафія Святога Казіміра ў Лепелі) – parafia rzymskokatolicka w Leplu. Należy do dekanatu lepelskiego diecezji witebskiej. Parafia miała dawniej wezwanie Podwyższenia Krzyża Świętego.

## Historia
W dokumencie z 1439 roku wspomina się, że Lepel należał do dóbr kościelnych nadanych przez Michała Zygmuntowicza duchownym z Witebska. W 1586 roku dobra te odkupił Lew Sapieha. W 1602 papież Klemens VIII pozwolił na podporządkowanie znajdującego się w Leplu kościoła i klasztoru opiece biskupa wileńskiego. W 1604 roku Lew Sapieha ufundował i bogato wyposażył kościół św. Kazimierza. Był to jeden z pierwszych trzech kościołów na ziemi połockiej. 8 sierpnia 1606 roku zapis fundacyjny zaaprobował król Zygmunt III Waza. W 1609 roku Sapieha nadał majątek w Leplu wileńskim bernardynkom, które pracowały przy kościele św. Michała.   
Pierwsza świątynia dwukrotnie spłonęła 8 września 1799 roku i w nocy z 27 na 28 kwietnia 1833 roku. Po drugim pożarze nabożeństwa odprawiano na plebanii, która została następnie przebudowana na kościół.  
Gdy proboszczem był ks. Mateusz Stankiewicz bernardynki ofiarowały parafii obraz Matki Bożej uważany za cudowny, przez co świątynia stała się sanktuarium maryjnym o lokalnym znaczeniu.  
W latach 1857–1876 wybudowano murowany kościół pod wezwaniem św. Kazimierza, zabytek architektury późnego klasycyzmu. Fundatorem kościoła był miejscowy szlachcic Malczewski. W parafii Lepel w czasie budowy świątyni było 2976 katolików, z czego 400 mieszkało w mieście.  
Na początku swojego istnienia parafia św. Kazimierza miała jeszcze kilka kaplic i kościołów w innych osadach. Zazwyczaj znajdowały się w bogatych majątkach szlacheckich. W 1780 roku staraniem szlachcica Fabiana Kaszczyca, który służył na dworze królewskim, wybudowano kościół w majątku Pyszna.  
W majątkach Mieżdżyce i Lucice w 1909 roku zbudowano drewniane kościoły poświęcone przez ks. Pawła Karpowicza, lecz żaden z nich się nie zachował.  
5 kwietnia 1927 roku sowieci aresztowali proboszcza ks. Pawła Karpowicza, a w 1935 roku zamknęli kościół. Budynek był początkowo opuszczony, a w latach 70. i 80. XX wieku służył jako garaż i podstacja transformatorowa. Świątynia została zwrócona wiernym i otwarta w latach 90. XX wieku. Od 1993 roku odbywają się w niej regularne nabożeństwa, a w 1995 roku została ponownie poświęcona przez kardynała Kazimierza Świątka. Kościół został wyremontowany. 
Na terenie parafii znajduje się wieś Wiesiołowo, w której zarejestrowano oddzielną parafię. 

## Demografia
Liczba katolików, wiernych parafii, w poszczególnych latach.

## Proboszczowie parafii
| imię i nazwisko              | daty urzędowania |
| ---------------------------- | ---------------- |
| ks. Jan Bujwidowicz          | 1609 - 1610      |
| ks. Mateusz Stankiewicz      | 1663             |
| ks. Paweł Charlicki          | ok. 1700         |
| ks. Stanisław Ungier         | 1769 - 1771      |
| ks. Eliasz Poźniak           | 1782             |
| ks. Józef Mikoszej           | 1833             |
| ks. Paweł Wikierowicz        | 1841 - 1849      |
| ks. Feliks Leczyński         | 1852             |
| ks. Leonard Krazewski        | 1862 - 1864      |
| ks. Artur Smorczewski        | 1864 - 1872      |
| ks. Wiktor Żyźniewski        | 1873 - 1880      |
| ks. Jan Sztrowpp             | 1882             |
| ks. Sylwester Kimbar         | 1883 - 1884      |
| ks. Karol Śliwowski          | 1885 - 1897      |
| ks. Julian Bandza            | 1898 - 1900      |
| ks. Antoni Orżal             | 1901 - 1905      |
| ks. Paweł Karpowicz          | 1906 - 1927      |
| ks. Mieczysław Janczyszyn    | 1991 - 2001      |
| ks. Jan Pugaczow             | 2001 - 2002      |
| ks. Henryk Damaszko          | 2001 - 2005      |
| ks. Włodzimierz Zajączkowski |                  |